# Bóndi
El bóndi (también húsbóndi, pl. bændr) en la época vikinga escandinava era un hombre libre y el núcleo principal de la sociedad, formado por campesinos y artesanos, que constituían una clase media muy generalizada. 
Eran hombres libres y tenían destacados derechos, como el uso de armas y el privilegio de participar en el Thing por su condición de granjeros propietarios y/o terratenientes.
El perfil del bóndi se especifica en la Rígsthula, leyenda escandinava que describe al dios Ríg yaciendo con tres parejas para procrear y traer al mundo a las tres clases sociales: thralls, karls (o bændr) y jarls. El poema describe cómo debe ser la imagen, el comportamiento y el tipo del trabajo que se espera de cada uno:
Amma dio a luz un niño
y lo envolvió en un pañal.
Le dieron cobijo
y le pusieron por nombre Karl,
el rojo, el sano. Abrió los ojos.
Comenzó a crecer
y a desarrollarse.
Forjó rejas para sus arados
construyó graneros.
Domesticó bueyes
levantó casas.
Se procuró carros
manejó el arado.
Fue en busca
de la dueña de la casa.
Vestida de piel de cabra
y se la dio a Karl.
La llamó nuera
y sostuvo su velo nupcial.
Vivieron como esposos
se intercambiaron anillos.
Cubrieron su lecho con sábanas de lino
construyeron un hogar.
Sus hijos llevaron los nombres siguientes: Saúco,
Casero y Herrero
Labrador, Arador
Barba afilada, Bonde
Barba de gavilla, Paladín
Mozo, Hombre.
Y sus hijas: Doncella,
Novia, Alegre
Muchacha, Orgullo
Mujer, Hembra
Hija, Virtuosa, Casta.
Con ellos se inauguró
la casta de  los hombres libres.

## Karl
La mitología nórdica cita a Karl como fruto de la relación ilícita entre el dios Heimdal y la mortal Amma. Karl y su esposa Snor serían los progenitores de los campesinos y hombres libres. Un odalsbóndi (propietario de tierras con carácter hereditario) podía ceder parte de sus tierras a otros karls a cambio de lealtad y apoyo incondicional siempre que fuese necesario. No obstante, el término karl en algunos escritos antiguos denota una condición de hombre libre, pero de clase social baja y sin acceso a vínculos familiares con castas superiores o la realeza.

## Navegantes y comerciantes
Los bóndi tenían otras actividades paralelas, fueron grandes navegantes, comerciantes y vikingos; en las zonas más septentrionales también cazadores y pescadores. Con sus snekke para la guerra y knarr para el comercio, los vikingos dominan prácticamente los mares en la Europa septentrional. A veces son piratas y otras comerciantes, según las circunstancias. Es en el año 873, pese a la mutua desconfianza entre los vikingos y el Imperio carolingio, cuando se pacta el cimiento para que los mercaderes pudieran atravesar las fronteras con el fin de comprar y vender productos en paz. Birka y Hedeby llegan a ser dos enclaves importantes en las rutas comerciales de la época.

## Islandia
En la Mancomunidad Islandesa, la figura del bóndi estaba sometida a la autoridad de un goði y sus derechos como hombres libres estaban sujetos por ley a unos mínimos en propiedades (una vaca, una barca o una red por cada miembro de la familia) y a establecer una relación formal con el goði. A partir de entonces, el bóndi se consideraba formalmente un seguidor y su voto como Þingmaðr («hombres del thing») estaba influenciado por la voluntad del goði en el Althing. Estas condiciones se encontraban reguladas por las leyes islandesas recogidas en el Grágás.